# Carel Gerard Hultman

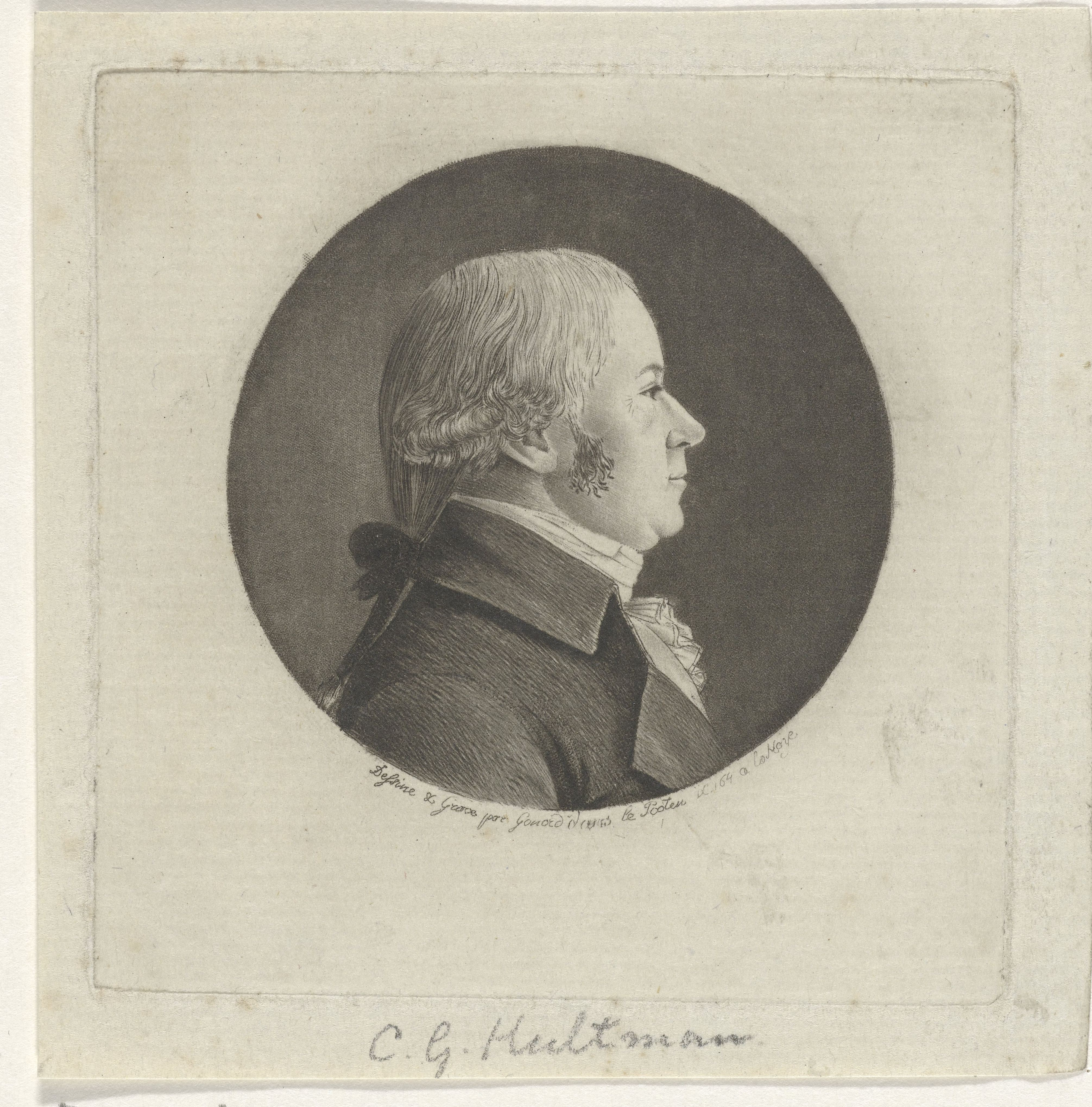
Carel Gerard Hultman

Carel Gerard Hultman (Zutphen, 10 juli 1752 - 's-Hertogenbosch, 7 maart 1820) was een Nederlands staatsman en bibliofiel.
Hij promoveerde in 1772 te Leiden, was eerst in betrekking bij het kwartier van Zutphen en van 1779 tot 1798 griffier van het Hof van Gelre en Zutphen. Als lid van de Tweede Nationale Vergadering van de Bataafse Republiek behoorde hij tot de leden die enige tijd op Huis ten Bosch gevangengezet werden.
Hij was van 1798 tot 1801 algemeen secretaris van het Uitvoerend Bewind, en van 1801 tot 1802 gevolmachtigd minister te Berlijn, in welke functie hij samen met Jan Arend de Vos van Steenwijk onderhandelingen voerde inzake het sluiten van een overeenkomst betreffende schadevergoeding voor de voormalige stadhouder voor het verlies van zijn bezittingen in Pruisen.
Van 2 mei 1805 tot 30 juni 1806 was hij secretaris van Staat, van 22 januari 1807 tot 30 augustus 1808 directeur-generaal der schone kunsten en wetenschappen, van 22 januari 1807 tot 14 oktober 1807 lid van de Staatsraad in buitengewone dienst, vervolgens tot 1 januari 1809 lid van de Staatsraad. Van 30 september 1808 tot 1 januari 1811 was hij landdrost van Maasland, in 1809 opnieuw lid van de Staatsraad in buitengewone dienst (bij de sectie wetgeving en algemene zaken). Op 1 januari 1811 werd hij prefect van het departement Vaucluse en op 12 maart 1813 prefect van het departement van de Monden van de IJssel, welk ambt hij tot april 1814 bekleedde. Sinds die maand was Hultman lid van de Raad van State in buitengewone dienst en gouverneur van Noord-Brabant, hetgeen hij bleef tot zijn dood op 7 maart 1820.
Als letterkundige is hij bekend door zijn grote bibliotheek en door zijn bibliografische kennis, terwijl hij ook de geschiedkunde der Nederlanden en van Gelderland beoefende. Gedrukt zijn: Geschied- en Staatkunde onderzoek over den tijd wanneer Philips II ophield Heer der Vereenigde Nederlanden te zijn (Arnhem 1781); Bibliographische Zeldzaamheden ('s-Hertogenbosch 1818).
- Biografisch Portaal: 14751280
- Digitale Bibliotheek voor de Nederlandse Letteren: hult002
- International Standard Name Identifier: 0000 0003 9738 8445
- Library of Congress Control Number: no2018097898
- Nationale Bibliotheek van Israël: 987007401705005171
- Nederlandse Thesaurus van Auteursnamen: 070091676
- Parlement.com: vg09llzmufwe
- Virtual International Authority File: 15119540
- WorldCat: E39PBJg4r9XjxCTxPkkGRkKDbd